# Пуласки (окръг, Кентъки)
Окръг Пуласки (на английски: Pulaski County) е окръг в щата Кентъки, Съединени американски щати. Площта му е 1753 km², а населението - 59 200 души (2000). Административен център е град Самърсет.